# Клан печерного ведмедя (фільм)
«Клан печерного ведмедя» (англ. The Clan of the Cave Bear) — американський пригодницький фільм 1986 року режисера Майкла Чепмена заснований на однойменній книзі Джин М. Ауел з серії книг «Діти Землі». Головні ролі виконали Деріл Ганна, Памела Рід, Джеймс Ремар та Томас Ґ. Вейтс.
За мотивами однойменного роману молода кроманьйонська жінка на ім'я Ейла (Даріл Ганна) була позбавлена своєї родини та осиротіла під час землетрусу. Її знайшло плем'я неандертальців і виховало як одного із своїх членів. На жаль, з плином років її власний інтелект спричиняє катастрофічні наслідки для всього племені, а особливо для його майбутнього вождя Бруда (Томас Ґ. Вейтс)
Діалог у фільмі ведеться здебільшого через форму жестової мови, яка перекладається для аудиторії субтитрами.

## Сюжет
Події книги і фільму відбуваються близько 25 000–30 000 років тому, під час кінця останнього льодовикового періоду на території сучасної України (в пониззі Дніпра та у Криму), а також частково на Північному Кавказі. Після невдалої спроби врятувати свою матір від руйнівного землетрусу і загибелі всього її племені, 5-річна кроманьйонка Ейла (Емма Флорія) залишається зовсім одна в лісі з важкою травмою на нозі, яку завдав їй печерний лев; зазнавши голоду, виснаження та зараження її ран, вона знаходиться, на межі життя і смерті. Врешті-решт її знаходить і рятує Іза (Памела Рід), шаманка та цілителька племені неандертальців (які називають себе «кланом»), від хижих грифів, не послухавши наказу вождя клану Бруна (Джон Дулітл): залишити її в спокої та дати померти, лише тому, що вона, очевидно, є членом племені «Інших», ворогів їх Клану. Брун відмовляється прийняти Ейлу за свою нову дочку, коли Іза усиновить її, він лише дозволивши їй залишитися з Кланом, тому що Іза не захотіла відмовитися від неї. Клан називає її «Ейлою».
Завдяки медитації, брат Ізи, Креб (Моґ-ур — наймогутніший шаман, духовний лідер клану та шанована людина в усіх кланах), приходить до думки, що дитину може охороняти дух печерного лева, потужного «тотема», який ніколи не дається жінці і лише дуже небагатьом чоловікам. Він аналізує напад печерного лева на дівчину, яку вона зазнала незадовго до того, як її знайшло плем'я і що вона залишилася живою, як доказ того, що дух печерного лева відмітив її, щоб вона могла бути прийнята в їх Клан. Подорожуючи з Кланом, який шукав нову печеру для житла, на одній із зупинок Ейла відходить від групи і знаходить величезну красиву печеру, ідеальну для їх потреб; тому багато хто починає вважати Ейлу щасливою, тим більше, що удача продовжує супроводжувати їх плем'я, після того як вони прийняли її до свого Клану.
Допитливість Ейли і непересічний її розум призводять до того, що вона порушує важливі звичаї Клану, особливо табу для жінок, яке суворо забороняє їм користуватись зброєю. Вона дуже намагається вписатися в Клан неандертальців, хоча їй доводиться наполегливо навчатися всьому з самого початку; бо вона не володіє пам'яттю предків клану, яка дозволяє їм набути певні навички і виконувати різні завдання після того, як їм показали щось лише один раз.
Іза вчить Ейлу як жінку-медика, даючи їй всі найпрестижніші знання свого роду, які свого часу передала їй самій, її мати, знання жінок-медиків усіх поколінь її предків. Вчити Ейлу доводилось важко, витрачаючи набагато більше часу, ніж для навчання власної дочки Уби (Ліція Нафф), оскільки Ейла не володіла родовою пам'яттю Клану. Іза стурбована тим, що коли Ейла виросте, ніхто не захоче її взяти за свою дружину, що зробить її тягарем для Клану. Тож вона вчить Ейлу, щоб вона була дуже шанованою жінкою-медиком, яка матиме власний «статус» в Клані і їй не доведеться покладатися на статус свого чоловіка.
Тим часом Бруд (Джої Креймер), син Бруна, зневажає та боїться Ейлу на кожному кроці з раннього їх дитинства, а коли вони обоє досягають повноліття, Броуд (Томас Ґ. Вейтс) жорстоко її (Даріл Ханна) ґвалтує в імпульсивній спробі продемонструвати свій контроль та зверхність над нею. Ейла незабаром завагітніє. Іза пояснює їй, що її незвичайна зовнішність порівняно з рештою членів Клану, швидше за все, не дасть їй змоги знайти собі пару до народження дитини. Обставина, за якою люди Клану вважали, що це принесе невдачу в їх плем'я. Ейла, яка більшу частину свого життя мріяла стати матір'ю і тепер переконана, що це може бути її єдиний шанс мати дитину через її потужний тотем, відмовляється від пропозиції Ізи прийняти ліки, щоб втратити дитину. Після важкої вагітності та майже смертельних пологів Ейла радіє народженню сина, але, оскільки його зовнішність має змішані ознаки кроманьйонців та неандертальців та інші незвичні для Клану особливості зовнішності, він вважається виродком і був практично відібраний у матері.
Після смерті Ізи Бруд стає вождем Клану замість свого батька. Перший його наказ — взяти Ейлу до свого вогнища і відокремити її від сина, подарувавши його іншій парі, а також він виганяє з їх печери вже похилого віку Креба, оскільки в їхньому Клані з'явився новий Моґ-ур, ним став учень Креба — Гув. Ейла протестує проти цього рішення і кидає виклик Бруду, б'ється з ним і перемагає; таким чином принижений Бруд погоджується залишити Креба в Клані, а Ейла вирішує покинути Клан, прощається із сином і Кланом, вирушає у довгу, небезпечну і незвідану дорогу у пошуках власного народу.

## У ролях
- Деріл Ганна — Ейла
- Памела Рід — Іза
- Джеймс Ремар — Креб
- Томас Ґ. Вейтс — Бруд
- Джон Дулітл — Брун
- Кертіс Армстронг — Гув
- Мартін Дойл — Грод
- Тоні Монтанаро — Зуг
- Майк Мускат — Дорв
- Карен Остін — Еба
- Янн Мортіл — Овра
- Ліція Нафф — Уба
- Пенні Сміт — Іка
- Рорі Кровл — Дурк
- Джой Крамер — молодий Бруд
- Ніколь Еґґерт — Ейла, підліток
- Пол Карафотіс — Брюг
- Барт — печерний ведмідь
- Емма Флорія — маленька Ейла
- Мері Рід — мама Ейли

## Виробництво
Фільм був знятий в Регіональному окрузі Оканаган-Сімілкамен, що є попередником багатьох голлівудських постановок, які незабаром зніматимуться в Канаді (див. Північний Голлівуд та Кінематограф Канади). Партитуру склав Алан Сільвестрі. Фільм — одна з найперших ролей ведмедя Барта. Полювання на вівцебиків було знято недалеко від села Гугхендер в провінції Альберта .

## Касовий збір та відгуки
Оскільки фільм коштував 15 мільйонів доларів США затрачених на зйомку та приніс лише 1,9 мільйона доларів США касового збору на внутрішньому ринку США, він вважається касовим провалом. Фільм був номінований на «Оскар» у 1987 році за кращий макіяж (Майкл Вестмор та Мішель Берк). Зараз фільм має 10 % рейтингу «Rotten Tomatoes» на основі 10-ти не зовсім схвальних відгуків. Однак Енциклопедія фентезі пише: «Важко зрозуміти, чому фільм викликав таку критичну зневагу, хіба що це пояснюється мовчазним спротивом фемінізму: хоча оповідання є надмірно складним, а порівняння психологічної універсальності довгоногих блондинок-кроманьйонців, з „пошарпаними“ неандертальцями, є поширеним кліше, сценарій фільму — добре написаний, чудово знятий і тонко представлений».